# Мост Арвида
Мост Арвида — цельнометаллический арочный мост из алюминия в городе Арвиде (Канада); ныне входит в состав города Сагенея.

## История
Арвида, построенная как пристанище для работников самого на тот момент крупного завода — производителя алюминия в мире, избрала в качестве материала для моста именно этот материал: лёгкий, прочный, устойчивый к коррозии и морозоустойчивый.
Подрядчиком стала Dominion Bridge Company.
В 1950 году было завершено строительство моста Арвида — арочного алюминиевого моста, переброшенного через старое ущелье Сагеней возле электростанции Шипшоу.